# Downieville (Kalifornien)
Downieville ist eine ehemalige Goldgräberstadt in den Bergen der Sierra Nevada und der Verwaltungssitz von Sierra County in Kalifornien. Downieville liegt am Zusammenfluss des North Yuba River und des Downie River und entwickelte sich während des Kalifornischen Goldrauschs zu einem wichtigen Zentrum der Region und einer der größten Städte Kaliforniens.
Heute ist der kleine Ort mit seinen 290 Einwohnern vor allem für Outdoor-Aktivitäten wie Wandern, Angeln und Mountainbiken beliebt und zieht zahlreiche Touristen und Naturliebhaber an. Downieville ist zudem für sein gut erhaltenes historisches Stadtbild und das jährliche Mountainbike-Rennen Downieville Classic bekannt.

## Geschichte
Der Ort entstand 1849 während des kalifornischen Goldrauschs, die Gemeindegründung datiert auf den 1. Juni 1850. Zu den ersten erfolgreichen Goldschürfern gehörte nach eigenen Angaben William Downie, der auch dort das erste Haus gebaut haben will. Die Siedlung nannte sich zuerst wegen ihrer geografischen Lage am Zusammenfluss des Downie River und des North Fork in den nördlichen Yuba „The Forks“ (‚Zusammenfluss‘) und bestand schon, als Downie dort eintraf. Die Ortschaft wurde später nach dem Schotten William Downie (1820–1893), dem ersten Bürgermeister der Stadt, umbenannt. In den Oakland News wird Downie 1871 als Gründer des Ortes genannt.
1851 hatte Downieville mehr als 5000 Einwohner, die Zahl ging jedoch nach 1865 rapide zurück, nachdem die private Goldsuche praktisch zum Erliegen gekommen war. Während viele Goldgräbersiedlungen im nördlichen Hinterland der Stadt, wie Brand City, Whiskey Diggins, Poverty Hill oder Poker Flat aufgegeben wurden und verfielen, konnte sich Downieville wegen seiner günstigen geografischen Lage und seinem Status als Sitz der Regierung von Sierra County halten.

## Nachbargemeinden
| La Porte                  | Oxford Mill                                 | Portola                |
| Goodyears Bar             | Kompassrose, die auf Nachbargemeinden zeigt | Loganville             |
| Grass Valley, Nevada City | Alleghany                                   | Kingvale, Soda Springs |

## Bildergalerie

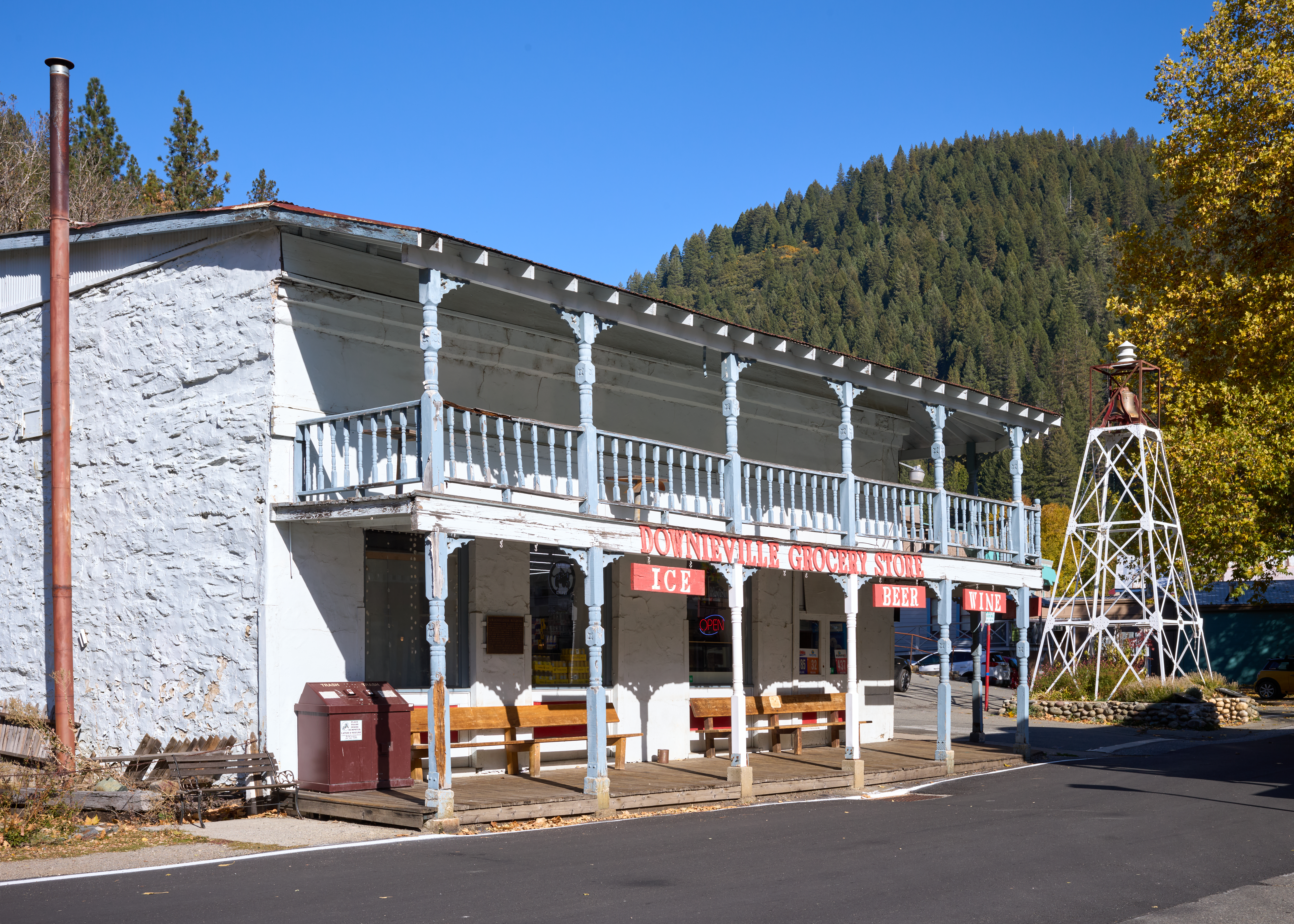
Der Lebensmittelladen von Downieville im historischen Hirshfeldter Building aus dem Jahr 1852
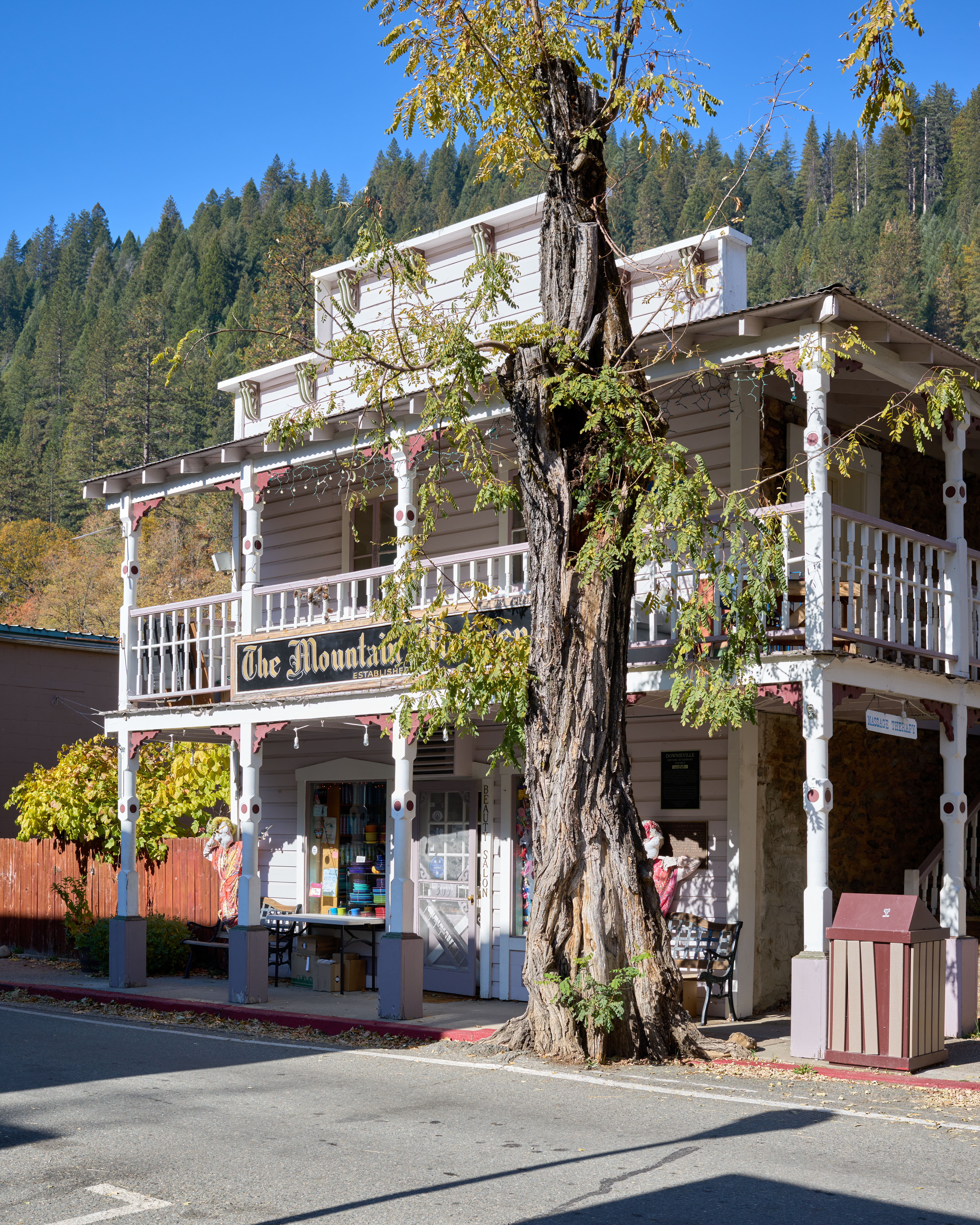
Mackerman & Co. Building, in dem heute der Mountain Messenger, die älteste kontinuierlich erscheinende Wochenzeitung Kaliforniens untergebracht ist
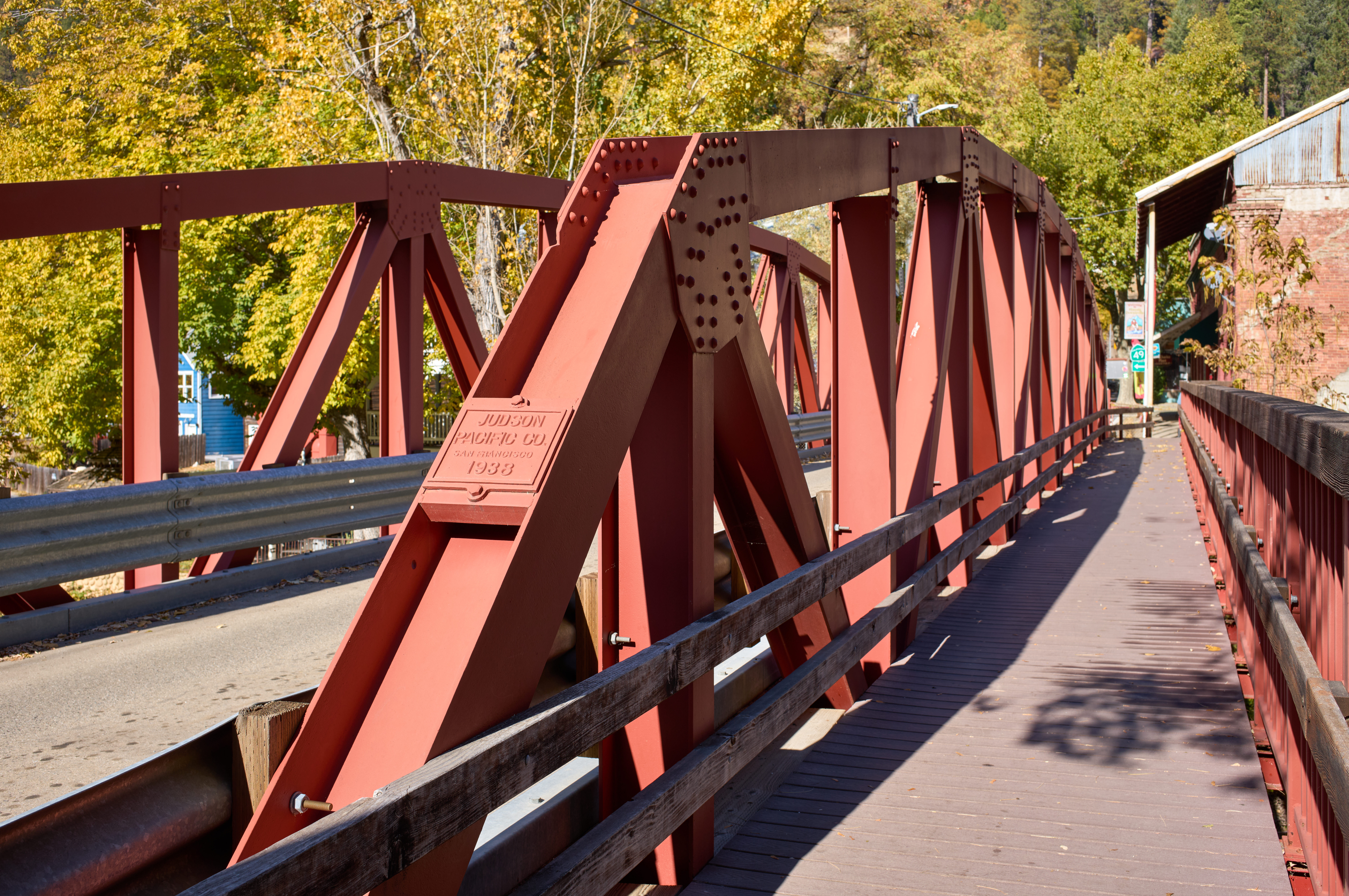
Die 1938 erbaute Jersey Bridge, ein seltenes erhaltenes Beispiel für eine einspurige, stahlversteifte Polygonbrücke mit Parker- und Pratt-Tragwerk

## Persönlichkeiten
- Robert Lewis Byington (1820–1886), Mitglied des kalifornischen Parlaments, kam 1862 nach Downieville
- Lewis Francis Byington (1868–1943), in Downieville geborener Anwalt und Politiker mit Sitz im San Francisco Board of Supervisors, sowie District Attorney von San Francisco
- Byington Ford (1890–1985), bedeutender Immobilienentwickler auf der Monterey-Halbinsel, der in Downieville geboren wurde
- George E. Goodfellow (1855–1910), in Downieville geborener Chirurg und Mediziner, dessen Vater während des Goldrauschs nach Kalifornien kam
- Warren Harding (1924–2002), in Downieville aufgewachsener Bergsteiger und Pionier des Bigwall-Kletterns in Kalifornien
- James Augustus Johnson (1829–1896), Vizegouverneur von Kalifornien, arbeitete als Anwalt in Downieville
- Joseph C. McKibbin (1824–1896), Politiker, der den Bundesstaat Kalifornien im US-Repräsentantenhaus vertrat und als Anwalt in Downieville arbeitete